# كليرمونت (مهندس)
كليرمونت (بالفرنسية: Clermont)‏ هو رياضياتي ومهندس فرنسي، ولد في 1601، وتوفي في 1700.